# 馬凱特 (密歇根州)
馬凱特（英語：Marquette）是一個位於美國密歇根州馬凱特縣的城市。根據2010年美國人口普查，該地共人口21355人，而該地的面積約為50.24平方千米。同時該地也是馬凱特縣的縣治。

## 地理
馬凱特的座標為46°32′47″N 87°24′24″W / 46.54639°N 87.40667°W，而該地的平均海拔高度為193米（即633英尺）。